# أولغا توفنل
أولغا توفنل (بالإنجليزية: Olga Tufnell) (ولدت في السادس والعشرين من شهر كانون الثاني عام 1905 –توفت في الحادي عشر من شهر نيسان عام 1985) هي عالمة آثار بريطانية ساعدت في التنقيب عن مدينة تل لاخيش القديمة، في الثلاثينيات من القرن الماضي. لم تملك توفنل أي تدريب رسمي في علم الآثار، لكنها عملت كسكرتيرة لدى فليندرز بيتري لعدة سنوات قبل حصولها على مهمة ميدانية. ثم انتقلت توفنل للانضمام إلى جيمس ليزلي ستاركي في البعثة الهادفة إلى العثور على مدينة تل لاخيش في عام 1929، وظلت جزءاً من الفريق في المواسم التالية.
عندما قُتل ستاركي عام 1938، أنهى الفريق الموسم ثم أغلق الموقع. وتطوعت أولغا لكتابة تقرير الحفر وقضت الـ 20 عاماً التالية في البحث وكتابة غالبية تقارير عمليات الحفر. يُعتبر عمل أولغا بمثابة “كتاب مرجعي بارز حول الآثار الفلسطينية”. وبمجرد نشر التقرير، أولت اهتمامها إلى فهرسة الجعران الفرغونية والأختام الأخرى.

## حياتها المبكرة
ولدت أولغا توفنل في السادس والعشرين من شهر كانون الثاني من عام 1905 في سودبوري، سوفولك لعائلة ملّاك بارزة. حيث كان والدها بوشامب لو فيفر توفنيل ملازماً ثانياً في الكتيبة الرابعة لفوج إسكس. كما امتلكت والدتها، بلانش، مجموعة واسعة من العلاقات مع الطبقة المثقفة. بالإضافة إلى العمل مع الجمعية الأنجلو-تشيكية. كانت أولغا الطفلة الوسطى بين شقيقين هما جوليف جيلبرت توفنل ولويس دو سوماريز توفنل. وقضت حياتها المبكرة في قرية ليتل والذام، وتعلمت في مدارس لندن وبلجيكيا قبل الذهاب إلى مدرسة الإنهاء في إيطاليا.
وعندما أكملت أولغا المدة المطلوبة في مدرسة الإنهاء في عام 1922، ذهبت لمساعدة صديقة والدتها المقربة هيلدا بيتري وزوجها السير فليندرز بيتري، في المعرض المخصص لاكتشافاتهما الأخيرة في كلية لندن الجامعية، وذلك قبل توليها وظيفة السكرتارية في المدرسة البريطانية للآثار في مصر. كما شغلت منصب سكرتيرة هيلدا بيتري لمدة خمس سنوات، رغم أنها وصفت العمل عندها، وهو جمع التبرعات، بـ “الممل والرتيب”. لكنها قضت أيضاً بعض الوقت في رسم وإصلاح الفخار. من الواضح أن عمل أولغا أثار إعجاب السير فليندرز الذي قدم لها في نهاية عام 1927 فرصة لمساعدته في العمل الميداني عام 1928.

## البعثات الاستكشافية
لم ينضم السير فليندرز إلى الحملة الاستكشافية حتى عام 1929، لكنه بعث أولغا مع مجموعة من علماء الآثار الآخرين إلى قرية العثمانية، حيث أمضوا شهرين يسجلون النقوش المرسومة على قبور الحكام القدماء. ثم انضمت أولغا مع عدد قليل من الزملاء، بمن فيهم جيرالد لانكستر هاردينغ، إلى البعثة الاستكشافية الأولية لذاك الموسم، والتي قادها جيمس ليزلي ستاركي في فلسطين. وخلال تلك الفترة، لم تشرف أولغا على عمل الفريق فحسب، بل كانت تدير عيادة مسائية للعمال والعائلات العربية أيضاً، فضلاً عن السكان المحليين الآخرين. وكانت عموماً تساعد نحو أربعين شخصاً يومياً إن تعرضوا لإصابات طفيفة أو آلام في المعدة. انضم السير فليندرز إلى المجموعة في عام 1930، وسمح لأولغا بنشر اسمها بعد مراجعة عملها وفي عام 1931، أثناء رحلة بيتري إلى تل العجول، اكتشفت أولغا مقبرة للهكسوس تحوي على مدفن للأحصنة.
في عام 1932، حصل ستاركي على تمويل من تشارلز مارستون وهنري ويلكم لبدء بعثة استكشافية إلى جانب بعثة بيتري التي انضمت إليها أولغا. ركّزت بعثة ويلكم–مارستون على التنقيب عن مدينة لاخيش القديمة، وهي حصنٌ مذكور في الكتاب المقدس. وعلى مدار السنوات الست المقبلة، توصل الفريق إلى بعض الاكتشافات المهمة، بما في ذلك رسائل لاخيش. لكن العمل توقف بسبب مقتل ستاركي في وقتٍ عمل فيه على افتتاح “متحف روكيفيلر” في القدس. انتهى الفريق من البعثة خلال موسم 1938-1939، ثم أغلق الموقع بعد الانتهاء، وكتبت أولغا التقرير النهائي.

## العودة إلى لندن
قدمت مؤسسة ويلكم لأولغا بعض الغرف في مأوى سانت جونز في ريجنت بارك في لندن، حيث أُنشأ معهد الآثار التابع لكلية لندن الجامعية مؤخراً. اضطرت أولغا للتوقف عن عملها على الفور تقريباً جرّاء اندلاع الحرب العالمية الثانية، حيث انضمت وقتها إلى إذاعة بي بي سي الناطقة بالعربية بسبب ارتباطها بالشرق الأوسط. كما أصبحت مراقبة للغارات الجوية في تلك الفترة أيضاً.
وعند انتهاء الحرب، عادت أولغا إلى عملها في كتابة التقارير. حيث نشرت النتائج المثيرة للجدل وخلصت إلى تقدير الفترة الزمنية بين المستويين الثاني (قبل الغزو البابلي على يد نبوخذ نصر) والثالث (قبل الغزو الآشوري على سنحاريب) والتي تصل لنحو 100 عام، وليس عقداً من الزمن كما اعتقد ستاركي. بالرغم من أن الأغلبية العظمى ترجح اقتراح ستاركي، لكن الحفريات اللاحقة في عام 1973 تثبت صحة رأيها.
في عام 1951، أصبحت أولغا زميلة في جمعية خبراء الآثار اللندنيين. وكانت فخورة بهذا الإنجاز ووصفته بأنه واحدٌ من أعظم إنجازاتها. واصلت أولغا الدراسة وكتابة تقرير لاخيش لمدة 20 عاماً، وكانت الطبعة النهائة بعنوان Lachish IV في عام 1957. واضطرت أولغا للتعامل مع الطلبات المتعلقة بالتنقيب أثناء كتابة التقرير، بما في ذلك توزيع اكتشافات لاخيش وإرسال بعض “الأواني غير المرغوب فيها” إلى متحف مدرسة. ووُصف التقرير ذو المجلدات العديدة بأنه “كتاب مرجعي بارز حول الآثار الفلسطينية”.

## حياتها لاحقاً
بمجرد نشر التقرير الكامل، صبت أولغا اهتمامها على دراسة الجعران الفرعونية، حيث عملت وقتها مع ويليام آيريس وارد. استهجن العديد من العلماء مجال الجعران والأختام الفرعونية باعتباره “غير موثوق في التسلسل الزمني”، لكن أولغا سجلت بدقة أبعاد وأنماط القطع الأثرية. كما كانت من أوائل الداعين لاستخدام أجهزة الحاسوب لقياس الجعران، وكان من المفترض أن تقدم ورقة حول استخدام أجهزة الحاسوب بعد أيام قليلة من وفاتها في نيسان 1985. وفي عام 1983، أي بعد مرور 50 عاماً على بدء الحفريات الأولى، دُعيت أولغا إلى موقع لاخيش لمشاهدة الحفريات الحديثة التي قامت بها جامعة تل أبيب، حيث استقبلها حشد مؤلف من 200 عالم آثار محلي  ورحبوا بها باحتفاء وحماس شديدين.